# Saunders-Roe SR.53
Saunders-Roe SR.53 – brytyjski, prototypowy myśliwiec przechwytujący mający za zadanie sprawdzić właściwości samolotu z napędem mieszanym, odrzutowo-rakietowym.

## Historia
Doświadczenia II wojny światowej pokazały, że samolot myśliwski z napędem rakietowym może sprawnie i co ważniejsze szybko po starcie osiągnąć pułap, na którym operują nieprzyjacielskie samoloty bombowe. Przykładem takiej maszyny były Messerschmitt Me 163 i Bachem Ba 349 Natter. W maju 1951 roku wzrastające napięcie pomiędzy państwami komunistycznymi a tymi skupionymi w NATO i zagrożenie ze strony radzieckich samolotów bombardujących zmusiło brytyjskie Ministerstwo Lotnictwa do sięgnięcia po rozwiązania niemieckie. Wydano wymagania operacyjne (Operational Requirement O.R. 301), w których zawarto warunki jakie powinien spełniać nowy samolot z napędem rakietowym, zdolny do wzniesienia się na pułap 18 300 metrów w czasie 2 minut i 30 sekund. Jedną z firm, która podjęła się zbudowania takiego samolotu była wytwórnia lotnicza Saunders-Roe, która w 1951 roku przystąpiła do prac nad napędem mieszanym, odrzutowo-rakietowym. Silnik rakietowy w takim samolocie dawał wymagane przyspieszenie, pozwalające szybko osiągnąć wymagany pułap lotu, silnik odrzutowy pozwalał zwiększyć możliwości operacyjne i manewrowe na osiągniętym pułapie, wydłużając czas lotu takiego samolotu. W 1953 roku rozpoczęły się prace nad prototypem samolotu, oznaczonym jako SR.53. W trakcie prac projektowo konstrukcyjnych podjęto decyzję o wybudowaniu dwóch prototypów a samolot będzie tylko etapem przejściowym do budowy samolotu operacyjnego Saunders-Roe SR.177 przeznaczonego do produkcji seryjnej, w 1955 roku podpisano umowę na opracowanie jego prototypu i późniejszą produkcję. Dwa lata później, w 1957 roku Duncan Sandys, minister obrony w rządzie Harolda Macmillana wydał Białą Księgę (1957 Defence White Paper), w której postulował między innymi natychmiastowe zaprzestanie produkcji samolotów myśliwskich i skupienie całego potencjału przemysłowego na budowie pocisków rakietowych. W konsekwencji zaprzestano dalszych prac nad samolotem SR.177. 5 czerwca 1958 roku katastrofie uległ jeden z prototypów SR.53 a pilot samolotu, major (Squadron Leader) John S. Booth poniósł śmierć.

## Konstrukcja
SR.53 był całkowicie metalowym średniopłatem, napędzanym silnikami odrzutowym i umieszczonym pod nim silnikiem rakietowym. Wloty powietrza do silnika odrzutowego znajdowały się na grzbiecie, tuż za kabiną pilota po obu jej stronach. Oba silniki miały być włączane na przemian w zależności od wykonywanej fazy lotu. Maszyna miała skrzydło delta, płytowy statecznik poziomy osadzony na stateczniku pionowym, trójgoleniowe podwozie z przednim kółkiem chowanym do wnęki kadłuba i podwoziem głównym chowanym do wnęk w skrzydle. 